# 真主瑪哈
Allah Maha是一首以伊斯蘭教的真神為題材的一首巴基斯坦流行曲。這首歌不單風行於巴基斯坦，還打進了MTV Asia的流行榜內。這無論是南亞地區以內或以外，都是一種非常奇特的現像。